# Championnat de Biélorussie de football 1998
Navigation
Saison précédente Saison suivante
La saison 1998 du Championnat de Biélorussie de football était la 8e édition de la première division biélorusse. Elle regroupe les seize meilleurs clubs biélorusses au sein d'une poule unique qui s'affrontent en matchs aller et retour. En fin de saison, les deux derniers du classement sont relégués en D2 et remplacé par les deux meilleurs clubs de First League.
C'est le club nouvellement formé du FK Dnepr-Transmash Moguilev qui remporte le titre en terminant en tête du championnat avec 9 points d'avance sur le surprenant promu, le BATE Borisov et 10 points d'avance sur le FK Belshina Babrouïsk. Le tenant du titre, le FK Dynamo Minsk, ne prend que la 8e place, à 28 points du nouveau champion.

## Les 16 clubs participants
| - FK Dynamo Minsk - Torpedo-Kadino Moguilev - FK Dynamo Brest - Naftan-Devon Novopolotsk - FK Neman Grodno - Lokomotiv-96 Vitebsk - FK Dnepr-Transmash Moguilev - FK Kommounalnik Slonim | - Dynamo-93 Minsk - Metallurg Molodekhno - Torpedo Minsk - Shakhtyor Soligorsk - FK Belshina Babrouïsk - BATE Borisov - Promu de First League - FK Slaviya Mozyr - FK Gomel - Promu de First League |

## Compétition
Le barème de points servant à établir le classement se décompose ainsi :
- Victoire : 3 points
- Match nul : 1 point
- Défaite : 0 point

### Classement
| Rang | Équipe                      | Pts | J  | G  | N | P  | Bp | Bc | Diff |
| ---- | --------------------------- | --- | -- | -- | - | -- | -- | -- | ---- |
| 1    | FK Dnepr-Transmash Moguilev | 67  | 28 | 21 | 4 | 3  | 55 | 12 | +43  |
| 2    | BATE Borisov P              | 58  | 28 | 18 | 4 | 6  | 50 | 25 | +25  |
| 3    | FK Belshina Babrouïsk       | 57  | 28 | 17 | 6 | 5  | 47 | 17 | +30  |
| 4    | Lokomotiv-96 Vitebsk C      | 48  | 28 | 14 | 6 | 8  | 35 | 24 | +11  |
| 5    | FK Gomel P                  | 45  | 28 | 12 | 9 | 7  | 36 | 30 | +6   |
| 6    | FK Slaviya Mozyr            | 45  | 28 | 12 | 9 | 7  | 41 | 36 | +5   |
| 7    | Torpedo Minsk               | 44  | 28 | 12 | 8 | 8  | 44 | 22 | +22  |
| 8    | FK Dynamo Minsk T           | 39  | 28 | 11 | 6 | 11 | 39 | 38 | +1   |
| 9    | FK Dynamo Brest             | 38  | 28 | 12 | 2 | 14 | 40 | 40 | 0    |
| 10   | Neman Grodno                | 31  | 28 | 8  | 7 | 13 | 27 | 44 | -17  |
| 11   | Shakhtyor Soligorsk         | 30  | 28 | 8  | 6 | 14 | 33 | 54 | -21  |
| 12   | Torpedo-Kadino Moguilev     | 29  | 28 | 7  | 8 | 13 | 30 | 40 | -10  |
| 13   | Naftan-Devon Novopolotsk    | 25  | 28 | 7  | 4 | 17 | 33 | 47 | -14  |
| 14   | Metallurg Molodekhno        | 16  | 28 | 4  | 4 | 20 | 21 | 51 | -30  |
| 15   | FK Kommounalnik Slonim      | 14  | 28 | 3  | 5 | 20 | 14 | 63 | -49  |
| -    | Dynamo-93 Minsk forfait     | 18  | 15 | 4  | 6 | 5  | 19 | 23 | -4   |

|  | Qualification pour la Ligue des champions 1999-2000                              |
|  | Qualification pour la Coupe des Coupes 1998-1999 et pour la Coupe Intertoto 1999 |
|  | Qualification pour la Coupe UEFA 1999-2000                                       |
|  | Qualification pour la Coupe Intertoto 1999                                       |
|  | Relégation en deuxième division                                                  |
|  | Club ayant abandonné la compétition en cours de saison                           |

- Le FK Dynamo-93 Minsk abandonne la compétition à la mi-saison; les résultats des rencontres disputées par le club sont annulées.

## Bilan de la saison
| Championnat de Biélorussie de football 1998 |                                         |
| Champion                                    | FK Dnepr-Transmash Moguilev (1er titre) |
| Coupes et trophées                          |                                         |
| Vainqueur de la Coupe de Biélorussie 1998   | Lokomotiv-96 Vitebsk                    |
| Qualifications continentales                |                                         |
| Ligue des champions 1999-2000               | FK Dnepr-Transmash Moguilev             |
| Coupe des Coupes 1998-1999                  | Lokomotiv-96 Vitebsk                    |
| Coupe UEFA 1999-2000                        | FK Belshina Babrouïsk                   |
| Coupe UEFA 1999-2000                        | BATE Borisov                            |
| Coupe Intertoto 1999                        | FK Gomel                                |
| Coupe Intertoto 1999                        | Lokomotiv-96 Vitebsk                    |
| Promotions et relégations                   |                                         |
| Promus en Premier League                    | FK Lida                                 |
| Promus en Premier League                    | Svisloch-Krovlya Osipovichi             |
| Relégués en First League                    | FK Kommounalnik Slonim                  |